# Гаїч (Драж)
45°50′ пн. ш. 18°46′ сх. д. / 45.83° пн. ш. 18.77° сх. д.
Гаїч (хорв. Gajić) — населений пункт у Хорватії, в Осієцько-Баранській жупанії у складі громади Драж.

## Населення
Населення за даними перепису 2011 року становило 294 осіб.
Динаміка чисельності населення поселення:

## Клімат
Середня річна температура становить 10,90 °C, середня максимальна – 24,98 °C, а середня мінімальна – -5,67 °C. Середня річна кількість опадів – 610 мм.
| Клімат поселення                              | Клімат поселення | Клімат поселення | Клімат поселення | Клімат поселення | Клімат поселення | Клімат поселення | Клімат поселення | Клімат поселення | Клімат поселення | Клімат поселення | Клімат поселення | Клімат поселення | Клімат поселення |
| Показник                                      | Січ.             | Лют.             | Бер.             | Квіт.            | Трав.            | Черв.            | Лип.             | Серп.            | Вер.             | Жовт.            | Лист.            | Груд.            |                  |
| Середній максимум, °C                         | 5,73             | 7,52             | 12,00            | 16,66            | 22,05            | 24,98            | 24,77            | 24,53            | 20,29            | 14,88            | 8,80             | 4,98             |                  |
| Середня температура, °C                       | 0,04             | 1,81             | 6,29             | 10,96            | 16,34            | 19,27            | 21,07            | 20,85            | 16,59            | 11,19            | 5,11             | 1,31             |                  |
| Середній мінімум, °C                          | −5,67            | −3,89            | 0,59             | 5,25             | 10,64            | 13,56            | 17,38            | 17,14            | 12,90            | 7,50             | 1,42             | −2,4             |                  |
| Норма опадів, мм                              | 36               | 32               | 35               | 48               | 57               | 77               | 63               | 58               | 50               | 51               | 56               | 47               |                  |
| Середньомісячна швидкість вітру, м/с          | 2.61             | 2.81             | 3.09             | 3.01             | 2.67             | 2.43             | 2.40             | 2.20             | 2.21             | 2.40             | 2.52             | 2.64             |                  |
| Середньомісячна сонячна радіація, кДж/м²·день | 4192             | 6994             | 10933            | 15537            | 19488            | 21749            | 22073            | 20048            | 14881            | 9374             | 4734             | 3468             |                  |
| --------------------------------------------- | ---------------- | ---------------- | ---------------- | ---------------- | ---------------- | ---------------- | ---------------- | ---------------- | ---------------- | ---------------- | ---------------- | ---------------- | ---------------- |
| Джерело:                                      |                  |                  |                  |                  |                  |                  |                  |                  |                  |                  |                  |                  |                  |